# Ben Attal
Ben Attal (Parigi, 12 giugno 1997) è un attore francese, noto principalmente per il ruolo di Alexandre Farel nel film L'accusa.

## Biografia
È figlio del regista franco-algerino Yvan Attal e dell'attrice franco-britannica Charlotte Gainsbourg; Ben si appassiona alla recitazione dopo essere apparso in diverse produzioni del padre.
Ha iniziato la sua carriera di attore recitando in diversi film come Mia moglie è un'attrice, Quasi nemici - L'importante è avere ragione, Sono dappertutto e My Dog Stupid - Il mio cane Stupido (2019). Nel 2021 è protagonista del film L'accusa (Les Choses humaines) adattamento cinematografico del romanzo Le cose umane (2019) di Karine Tuil.

## Filmografia

### Cinema
- Mia moglie è un'attrice  (Ma femme est une actrice), regia di Yvan Attal (2001)
- Ils se marièrent et eurent beaucoup d'enfants, regia di Yvan Attal (2004)
- Sono dappertutto (Ils sont partout), regia di Yvan Attal (2006)
- Quasi nemici - L'importante è avere ragione (Le Brio), regia di Yvan Attal (2017)
- My Dog Stupid - Il mio cane Stupido, regia di Yvan Attal (2019) )[2]
- L'accusa (Les Choses humaines), regia di Yvan Attal (2021) [3]
- Les rois de la piste, regia di Thierry Klifa (2023)

### Videoclip
- Ring-A-Ring O'Roses - Charlotte Gainsbourg (2017)

## Doppiatori italiani
Nelle versioni in italiano dei suoi film, Ben Attal è stato doppiato da:
- Alberto Franco in L'accusa, Rachel's Game